# Clifton Collins Jr.

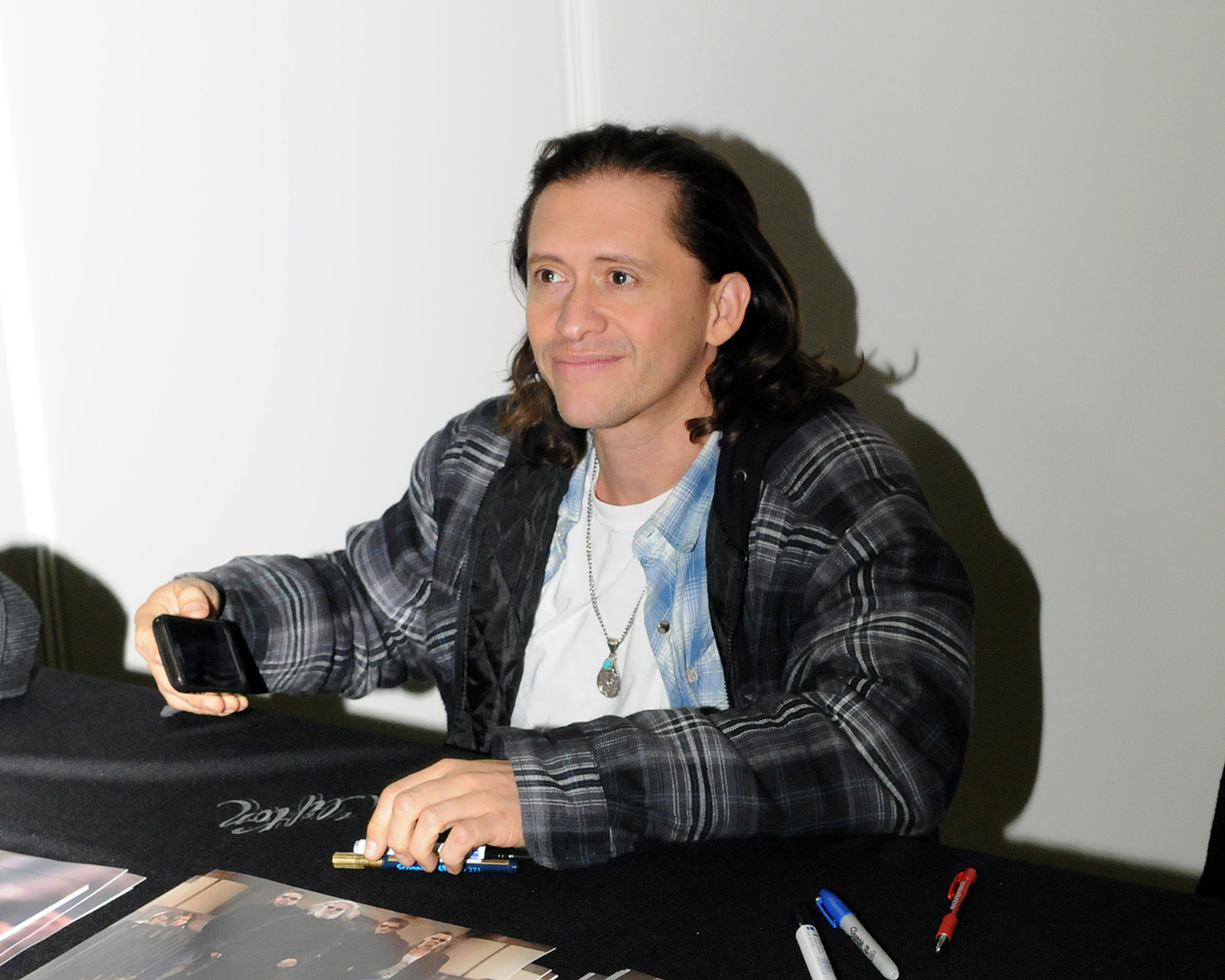
Clifton Collins Jr, 2013.

Clifton Craig Collins Jr., född 16 juni 1970 i Los Angeles, Kalifornien, är en amerikansk skådespelare.

## Filmografi i urval
- 1993 – Menace II Society
- 2000 – Traffic
- 2000 – Tigerland
- 2005 – Capote
- 2006 – Babel
- 2006 – Little Chenier
- 2009 – Star Trek
- 2009 – Brothers
- 2009 – The Perfect Game
- 2010 – Scott Pilgrim vs. the World
- 2013 – Pacific Rim
- 2016–2018 – Westworld (TV-serie) (nio avsnitt)
- 2016 – Triple 9
- 2017 – M.F.A
- 2019 – Once Upon a Time in Hollywood
- 2023 – Red, White & Royal Blue
- 2025 – Train Dreams